# Мкртчян, Ара Геворгович
Ара́ Гево́ргович Мкртчя́н (арм. Արա Գևորգի Մկրտչյան; 3 ноября 1984, Ленинакан, Армянская ССР, СССР) — армянский футболист, полузащитник/нападающий, играл на краю полузащиты и линии атаки. Ныне — ассистент главного тренера клуба армянской Премьер-лиги «Ширак».

## Клубная карьера
Мкртчян родился в Ленинакане. Является воспитанником местного футбола. С ранних лет начал увлекаться футболом. С 8 лет начал тренироваться, и с тех пор не видел себя вне футбола. А уже в 17 лет был включён в состав «Ширак-2», который выступал в первенстве первой лиги Армении. Дебютировал годом позже в сезоне 2002 года, проведя 6 матчей за команду. Далее последовал призыв в армию. Спустя 2 года вернулся в расположение клуба и заключил свой первый контракт в 2005 году. Каждый последующий сезон укреплял позиции Мкртчяна в команде. С 2007 года является игроком основного состава. В 2011 году стал финалистом в розыгрыше кубка Армении. Однако трофей достался «Мике», которая обыграла «Ширак» со счётом — 1:4.

## Статистика выступлений
Данные на 18 марта 2012 года
| Клуб             | Сезон            | Чемпионат | Чемпионат | Кубки | Кубки | Еврокубки | Еврокубки | Всего | Всего |
| Клуб             | Сезон            | Матчи     | Голы      | Матчи | Голы  | Матчи     | Голы      | Матчи | Голы  |
| ---------------- | ---------------- | --------- | --------- | ----- | ----- | --------- | --------- | ----- | ----- |
| Ширак            | 2005             | ?         | ?         | ?     | ?     | 0         | 0         | 0     | 0     |
| Ширак            | 2006             | 9         | 1         | 0     | 0     | 0         | 0         | 9     | 1     |
| Ширак            | 2007             | 18        | 3         | 0     | 0     | 0         | 0         | 18    | 3     |
| Ширак            | 2008             | 22        | 0         | 2     | 0     | 0         | 0         | 24    | 0     |
| Ширак            | 2009             | 27        | 3         | 2     | 1     | 0         | 0         | 29    | 4     |
| Ширак            | 2010             | 27        | 2         | 2     | 0     | 0         | 0         | 29    | 2     |
| Ширак            | 2011             | 26        | 0         | 5     | 0     | 0         | 0         | 31    | 0     |
| Ширак            | 2012/13          | 0         | 0         | 0     | 0     | 0         | 0         | 0     | 0     |
| Всего            | Всего            | 129       | 9         | 11    | 1     | 0         | 0         | 140   | 10    |
| Всего за карьеру | Всего за карьеру | 129       | 9         | 11    | 1     | 0         | 0         | 140   | 10    |

## Достижения
- Чемпион Армении: 2012/2013
- Обладатель Кубка Армении: 2011/12
- Финалист Кубка Армении: 2011

## Личная жизнь
Отец — Геворг, мать — Сусанна, не женат. В свободное время любит играть в бильярд и слушать музыку.